# SN 2011fn
SN 2011fn – supernowa nieznanego typu odkryta 29 czerwca 2011 roku w galaktyce A064830-6415. W momencie odkrycia miała maksymalną jasność 17,90m.